# Gorstien
Stratigraphie
Homérien Ludfordien
Wenlock
Le Gorstien est le sixième étage du Silurien, dans l'ère paléozoïque. Cette subdivision est la plus ancienne de la série géologique du Ludlow et s'étend de 427,4 ± 0,5 à 425,6 ± 0,9 millions d'années. Cet étage est précédé par l'Homérien et suivi par le Ludfordien,.

## Stratigraphie
| Système                                            | Série      | Étage        | Âge (Ma)       |
| -------------------------------------------------- | ---------- | ------------ | -------------- |
| Dévonien                                           | Inférieur  | Lochkovien   | plus récent    |
| Silurien                                           | Pridoli    | Pridoli      | 423.0 – 419.62 |
| Silurien                                           | Ludlow     | Ludfordien   | 425.0 – 423.0  |
| Silurien                                           | Ludlow     | Gorstien     | 426.7 – 425.0  |
| Silurien                                           | Wendock    | Homérien     | 430.6 – 426.7  |
| Silurien                                           | Wendock    | Sheinwoodien | 432.9 – 430.6  |
| Silurien                                           | Llandovery | Télychien    | 438.6 – 432.9  |
| Silurien                                           | Llandovery | Aéronien     | 440.5 – 438.6  |
| Silurien                                           | Llandovery | Rhuddanien   | 443.1 – 440.5  |
| Ordovicien                                         | Supérieur  | Hirnantien   | plus ancien    |
| Subdivisions du Silurien d'après l'ICS, août 2018. |            |              |                |

Le point stratotypique mondial (PSM), définissant la limite du Gorstien et de l'étage inférieur, l'Homérien, et également limite des séries Wendlock-Ludlow, se situe à 4,5 km au sud-ouest de Ludlow (comté de Shropshire, Angleterre), dans la carrière de Pitch Coppice (52° 21′ 33″ N, 2° 46′ 38″ O). Le PSM se trouve à la base de la Formation Lower Elton. Dans le stratotype, la limite inférieure de l'étage est proche (3 cm en dessous} du niveau d'apparition du graptolite Saetograptus (Colonograptus) varians,. 